# Мальмендир, Ульрике
Ульрике М. Мальмендир (нем. Ulrike Mamendier, 1973) — немецкий экономист, сейчас профессор экономики на экономическом факультете Калифорнийского университета в Беркли и профессор финансов в школе бизнеса Хааса. Её исследовательские интересы включают корпоративные финансы, поведенческую экономику, поведенческие финансы, экономику организаций, теорию контрактов, право и финансы. В 2013 году Мальмендир получила Премию Фишера, которая вручается учёным до 40 лет за индивидуальные финансовые исследования. Данная премия отметила оригинальность исследований Мальмендир в области корпоративных финансов,поведенческой экономики, финансов и теории контрактов. Также получила исследовательскую стипендию Альфреда Слоуна и была удостоена премии Бесселя, вручаемой фондом Александра фон Гумбольдта.
По данным IDEAS (крупнейшей библиографической базы данных по экономике) Ульрике Мальмендир входит в пятерку самых цитируемых экономистов и в сотню лучших молодых экономистов, которые начали публиковаться за последние 15 лет. Среди её работ наиболее цитируемой является статья, посвященная исследованию самоуверенности генеральных директоров и влиянию этого эффекта на корпоративные инвестиции. Данная работа была опубликована в 2005 году и к настоящему времени цитировалась почти 4000 раз.

## Образование
| Университет             | Степень                            |
| ----------------------- | ---------------------------------- |
| Боннский университет    | Бакалавр экономики                 |
| Боннский университет    | эквивалент бакалавра права         |
| Боннский университет    | Магистр экономики                  |
| Боннский университет    | Кандидат юридических наук (2000)   |
| Гарвардский университет | Кандидат экономических наук (2002) |

## Карьера
Работала доцентом кафедры финансов в Стэнфордском университете 2002 по 2006 год. Мальмендир преподает в Калифорнийском университете в Беркли с 2006 года и с 2010 года является профессором финансов в школе бизнеса Хааса в Беркли. До университета Беркли имела приглашенные должности в Принстонском университете и в Чикагской школе бизнеса Бута. Кроме преподавания, она проводила обширные исследования для Национального бюро экономических исследований, Центра исследования экономической политики (CEPR) и Института изучения труда (IZA).Ульрике Мальмендир является основателем и соорганизатором ведущих конференций по поведенческой экономике BEAM и SITE Psychology & Economics.
Мальмендир получила премию Нью-Йоркского университета «восходящая звезда в финансах» в 2012 году. Профессор была принята в Американскую академию искусств и наук в 2016 году. В настоящее время она является членом правления Американской финансовой ассоциации и также является членом-учредителем AFFECT, американского женского финансового комитета.
| Должность                                                         | Место работы                                       | Годы                 |
| ----------------------------------------------------------------- | -------------------------------------------------- | -------------------- |
| Доцент кафедры финансов                                           | Стэнфордская Высшая школа бизнеса                  | 2002-2006            |
| Научный сотрудник факультета экономики труда                      | NBER                                               | 2004- 2009           |
| Доцент кафедры экономики                                          | UC Berkeley                                        | 2006-2008            |
| Научный сотрудник факультета корпоративных финансов               | NBER                                               | 2006-2009            |
| Доцент кафедры экономики                                          | Калифорнийский университет в Беркли                | 2008-2012            |
| Доцент кафедры финансов                                           | Школа бизнеса Хааса                                | 2010- 2012           |
| Научный сотрудник факультета                                      | Институт изучения труда (IZA)                      | 2005-настоящее время |
| Партнёр                                                           | CESifo                                             | 2006-настоящее время |
| Исследовательский партнер, экономика труда                        | Центр исследований экономической политики (CEPR)   | 2006-настоящее время |
| Исследовательский партнер, финансовая экономика                   | Центр исследований экономической политики (CEPR)   | 2007-настоящее время |
| Научный сотрудник отдела корпоративных финансов и экономики труда | Национальное бюро экономических исследований (NBER | 2009-настоящее время |
| Профессор экономики                                               | Калифорнийский университет в Беркли                | 2012-настоящее время |
| Профессор финансов                                                | Школа бизнеса Хааса                                | 2010-настоящее время |

## Биография
Ульрике Мальмендир родилась в городе Кёльн Западной Германии в 1973 году.
Получила степень бакалавра экономики (1995) и права (1996), степень магистра экономики (1996), а также степень доктора права (2000) в Боннском университете.
Затем У. Мальмендир переехала в Соединённые Штаты Америки, где получила степень доктора Бизнес экономики (2002) в Гарварде.
Разговаривает на немецком, английском и итальянском языках.
У. Мальмендир присоединилась к ученому совету Беркли в 2006 году в качестве доцента, после того как проработала в Стэнфорде доцентом кафедры финансов с 2002 года. Она также является научным сотрудником в NBER и научным сотрудником факультета в IZA. Она была приглашенным научным сотрудником в Институте Макса Планка в Бонне, приглашенным научным сотрудником в Принстонском университете и приглашенным доцентом финансов в Школе бизнеса Бута Чикагского университета.
В настоящее время работает в Калифорнийском университете в Школе бизнеса Хаас в качестве профессора экономики и финансов.

## Личная жизнь
Замужем за итальянским экономистом Стефано Деллавинья. У пары есть трое детей, рождённых в 2008, 2010, 2012 г.

## Награды
В 2013 году Мальмендир была награждена премией Фишера Блэка Американской финансовой ассоциации, которая вручается раз в два года ведущему ученому-финансисту в возрасте до 40 лет. Награда касается работы Мальмендир в области: корпоративных финансов, поведенческой экономики. Также отдельно отмечена оригинальность и креативность исследований автора.
Мальмендир получала стипендии и гранты от множества институтов в США и Европе, в том числе стипендию Гуггенхайма 2017 года и исследовательскую стипендию Альфреда Слоуна, а также нескольких наград Emerald Citations of Excellence от Emerald and Distinguished.
В 2015 году она была удостоена самой престижной награды Калифорнийского университета в Беркли за выдающиеся заслуги в преподавании.
| Год       | Награда                                                                  |
| --------- | ------------------------------------------------------------------------ |
| 2019      | Gustav Stolper Prize                                                     |
| 2017      | JFE Best Paper Prize                                                     |
| 2017      | Guggenheim Fellow                                                        |
| 2016      | Thomson Reuter Highly Cited Researcher                                   |
| 2016      | Fellow, American Academy of Arts and Sciences                            |
| 2015      | Bessel Prize for Outstanding Research, Alexander von Humboldt Foundation |
| 2015      | Thomson Reuter Highly Cited Researcher                                   |
| 2015      | FMA Europe Best Paper award                                              |
| 2015      | Citation of Excellence by Emerald Management Reviews                     |
| 2015      | Distinguished Teaching Award, University of California, Berkeley         |
| 2013      | The Fischer Black Prize                                                  |
| 2012      | «Rising Star in Finance» award, Fordham/NYU Rising Stars Conference      |
| 2010-2012 | Alfred P. Sloan Research Fellow                                          |
| 2009      | Citation of Excellence by Emerald Management Reviews                     |
| 2008      | Coleman Fung Risk Management Research Center Grant                       |
| 2008      | Kauffman Foundation Grant                                                |
| 2007      | Instructional Improvement Grant                                          |
| 2007      | Center on the Economics and Demography of Aging Grant                    |
| 2007      | Abigail Reynolds Hodgen Publication Fund Grant                           |

## Публикации[4]
На данный момент Мальмендир является автором более 100 статьей в области поведенческой экономики, корпоративных финансов и юриспруденции. Исследования Мальмендир в том числе рассматривают то, почему люди совершают ошибки и принимают систематически предвзятые решения. В последнее время Мальмендир интересовало влияние экономических проблем, таких как высокая инфляция или безработица, на последующее экономическое поведение людей. Ниже представлен список наиболее цитируемых статей немецкого экономиста.

### Научные статьи
Работа У. Мальмендир сосредоточена на поведенческой экономике, корпоративных финансах, праве и экономике. Сферой научных работ является пересечение экономики и финансов, а также то, почему и как люди принимают решения.
В частности, она исследует причины, по которым люди совершают ошибки и принимают систематически необъективные решения.
Наиболее примечательны следующие исследования:

##### Behavioral CEOs: The role of managerial overconfidence (Самоуверенность генеральных директоров)[5](CEO)
Входе работы обнаружилось, что самоуверенные генеральные директора вкладывали слишком много денег в свои компании и совершали деструктивные приобретения чаще, чем другие менеджеры.

##### Depression babies: do macroeconomic experiences affect risk taking? (Принятие финансовых решений)[6]
У. Мальмендир выяснила, что люди, пережившие Великую депрессию (Depression «babies»), остаются более бережливыми на протяжении всей своей жизни.

##### Paying not to go to the gym (Посещение спортивного зала)[7]
Выводом статьи, написанной в соавторстве с супругом, было то, что большинство людей переоценивают, как часто они будут посещать спортзал

##### Roman Shares. The Origins of Value. The Financial Innovations that Created Modern Capital Markets. (Происхождение компаний-акционеров)[8]
У. Мальмендир исследовала раннюю форму акционерной компании в Древнем Риме, которая называлась societas publicanorum.

#### Остальные публикации
- The Making of Hawks and Doves (with S. Nagel and Z. Yan). Journal of Monetary Economics, forthcoming.
- Fishing for Fools (with A. Szeidl). Games and Economic Behavior, July 2020, vol. 122, pp. 105–129.
- Investor Experiences and Financial Market Dynamics (with D. Pouzo and V. Vanasco). Journal of Financial Economics, June 2020, vol. 136(3), pp. 597–622.
- Investor Experiences and International Capital Flows (with D. Pouzo and V. Vanasco). Journal of International Economics, May 2020, vol. 124.
- Emotional Tagging and Belief Formation — The Long-lasting Effects of Experiencing Communism (with C. Laudenbach and A. Niessen-Ruenzi). American Economic Association: Papers & Proceedings, May 2019, vol. 109, pp. 567–571.
- Winning by Losing: Evidence on Overbidding in Mergers (with E. Moretti and F. Peters). Review of Financial Studies, August 2018, vol. 31(8), pp. 3212–3264.
- You Owe Me (with K. Schmidt). American Economic Review, February 2017, vol. 107(2), pp. 493–526.
- Voting to Tell Others (with S. DellaVigna, J. List, and G. Rao). Review of Economic Studies, January 2017, vol. 84(1), pp. 143–181.
- Learning from Inflation Experiences (with S. Nagel). Quarterly Journal of Economics, February 2016, vol. 131(1), pp. 53–87.
- Target revaluation after failed takeover attempts: Cash versus stock (with M. Opp and F. Saidi). Journal of Financial Economics, January 2016, vol. 119(1), pp. 92–106.
- On the Verges of Overconfidence (with T. Taylor). Journal of Economic Perspectives, Fall 2015, vol. 29(4), pp. 3–8.
- Does a Bank’s History Affect Its Risk-Taking (with C. Bouwman). American Economic Review: Papers & Proceedings, May 2015, vol. 105(5), pp. 321–325.
- Rethinking Reciprocity (with V. te Velde and R. Weber), September 2014. Annual Review of Economics, August 2014, vol. 6, pp. 849–874.
- Do Security Analysts Speak in Two Tongues? (with D. Shanthikumar). September 2013. Review of Financial Studies, May 2014, vol. 27(5), pp, 1287—1322. (Lead article.)
- With a Little Help from My (Random) Friends: Success and Failure in Post-Business School Entrepreneurship (with J. Lerner). Review of Financial Studies, October 2013, vol. 26(10), pp. 2411–52. (Lead article.)
- The Importance of Being Marginal: Gender Differences in Generosity (with S. DellaVigna, J. List, and G. Rao). American Economic Review: Papers & Proceedings, May 2013, vol. 103(3), pp. 586–90.
- Testing for Altruism and Social Pressure in Charitable Giving (with S. DellaVigna and J. List). Quarterly Journal of Economics, February 2012, vol. 127(1), pp. 1–56. (Lead article.) Reprinted in: John List and Anya C. Samak (eds.), Field Experiments, The International Library of Critical Writings in Economics, forthcoming.
- Sorting in Experiments with Application to Social Preferences (with E. Lazear and R. Weber). American Economic Journal: Applied Economics, January 2012, vol. 4(1), pp. 136–163. An extended version with further experimental results is in "Sorting, Prices, and Social Preferences, « NBER Working Paper 12041.
- Overconfidence and Early-life Experiences: The Effect of Managerial Traits on Corporate Financial Policies (with G. Tate and J. Yan). Journal of Finance, October 2011, vol. 66(5), pp. 1687–1733.
- The Role of Theory in Field Experiments (with D. Card and S. DellaVigna). Journal of Economic Perspectives, Summer 2011, vol. 24(3), pp. 39–62.
- The Bidder’s Curse (with H. Lee). American Economics Review, April 2011, vol. 101(2), pp. 749–787.
- Contractibility and the Design of Research Agreements (with J. Lerner). American Economics Review, March 2010, vol. 100(1), pp. 214–246.
- Law and Finance at the Origin. Journal of Economic Literature, December 2009, vol. 47(4), pp. 1076–1108.
- Superstar CEOs (with G. Tate). Quarterly Journal of Economics, November 2009, vol. 124(4), pp. 1593–1638.
- Who Makes Acquisitions? CEO Overconfidence and the Market’s Reaction (with G. Tate). Journal of Financial Economics, July 2008, vol. 89(1), pp. 20–43. Reprinted in: Richard Posner and Francesco Parisi (eds), Economic Approaches to Law, vol. „Law and Economics of Mergers and Acquisitions“ (edited by Steven M. Davidoff and Claire A. Hill)
- Financial Expertise of Directors (with B. Guner and G. Tate). Journal of Financial Economics, May 2008, vol. 88(2), pp. 323–354.
- Are Small Investors Naïve About Incentives? (with D. Shanthikumar). Journal of Financial Economics, August 2007, vol. 85(2), pp. 457–489.
- CEO Overconfidence and Corporate Investment (with G. Tate). Journal of Finance, December 2005, vol. 60(6), pp. 2661–2700.
- Does Overconfidence Affect Corporate Investment? CEO Overconfidence Measures Revisited (with G. Tate). European Financial Management, November 2005, vol. 11(5), pp. 649–659.
- Contract Design and Self-Control: Theory and Evidence (with S. DellaVigna). Quarterly Journal of Economics, May 2004, 119(2), pp. 353–402. (Lead article.)

### Книги и главы в книгах
- Roman Shares. In: W. Goetzmann and G. Rouwenhorst (eds.), The Origins of Value. The Financial Innovations that Created Modern Capital Markets. Oxford University Press, Aug. 2005, pp. 31–42, 361—365.[8]
- Behavioral Corporate Finance: Life Cycle of a CEO Career (with M. Guenzel), In: Oxford Research Encyclopedia of Economics and Finance, Oxford University Press, forthcoming.
- Behavioral Corporate Finance. In: D. Bernheim, S. DellaVigna, and D. Laibson (eds.), Handbook of Behavioral Economics, Volume 1, Elsevier, October 2018.
- Societas. In: R. Bagnall, K. Brodersen, C. Champion, A. Erskine, and S. Hübner (eds), Encyclopedia of Ancient History, Wiley-Blackwell Press, January 2012.
- Publicani. In: R. Bagnall, K. Brodersen, C. Champion, A. Erskine, and S. Hübner (eds), Encyclopedia of Ancient History, Wiley-Blackwell Press, January 2012.
- Review of Peter Fibiger Bang, The Roman Bazaar: A Comparative Study of Trade and Markets in a Tributary Empire.» Economic History (EH.Net Economic History Services, Economic History Association), October 2011.
- Roman Law and the Law-and-Finance Debate. In: I. Reichard and M. Schermaier (eds.), Festschrift für Rolf Knütel. Boehlau Verlag, January 2010.
- Behavioral Economics of Organizations (with C. Camerer). In: P. Diamond and H. Vartiainen (eds.), Behavioral Economics and Its Applications, Princeton University Press, March 2007.
- De foeminis iuris prudentia inbutis (with R. Knütel). In: Wolfgang Schön (ed.), Gedächtnisschrift für Knobbe-Keuk, Cologne 1997, pp. 861–877.
- The Origins of the Corporation. Yale University Press, New Haven, forthcoming.
- Societas publicanorum. Böhlau Verlag, Cologne/Vienna 2002, ca. 353 pages, ISDN 3-412-12201-7.